# Ridley (TV-serie)
Ridley är en brittisk kriminal- och dramaserie som hade premiär på ITV den 28 augusti 2022. Andra säsongen hade premiär i september 2024. Serien är skapad av Jonathan Fisher och Paul Matthew Thompson.

## Handling
Serien kretsar kring den pensionerade kriminalpolisen Alex Ridley som övertalas att komma tillbaka och hjälpa till som konsult, eftersom hans tidigare kompanjon, kriminalkommissarie Carol Farman, behöver hans hjälp för att kunna lösa ett mordfall.

## Rollista (i urval)
- Adrian Dunbar - Alex Ridley
- Bronagh Waugh - Carol Farman
- Terence Maynard - Paul Goodwin
- Georgie Glen - Wendy Newstone
- Julie Graham - Annie Marling
- Bhavna Limbachia - Geri Farman

- Aidan McArdle - Michael Flannery